# مايكل أرندت
مايكل أرندت (بالإنجليزية: Michael Arndt)‏ (و. 1970  م) هو كاتب سيناريو، من الولايات المتحدة.

## التعليم
تعلم في مدرسة تيش العليا للفنون.

## أعمال بارزة
من أهم أعماله:
- ملكة جمال أطفال سنشاين
- حكاية لعبة 3
- مباريات الجوع: ألسنة اللهب.

## جوائز وترشيحات
حصل على جوائز منها:
- جائزة نقابة الكتاب الأمريكية عن فئة أفضل سيناريو أصلي [الإنجليزية]‏، عن عمل: ملكة جمال أطفال سنشاين (2007)
- جائزة البافتا لأفضل سيناريو [الإنجليزية]‏، عن عمل: ملكة جمال أطفال سنشاين (2007)
- جائزة الأوسكار لأفضل كتابة "سيناريو أصلي"، عن عمل: ملكة جمال أطفال سنشاين (2006).

ترشح لـ:
- جائزة الأوسكار لأفضل كتابة "سيناريو أصلي"، عن عمل: ملكة جمال أطفال سنشاين
- جائزة الأوسكار لأفضل كتابة "سيناريو مقتبس"، عن عمل: حكاية لعبة 3.

## وصلات خارجية
- مايكل أرندت في قاعدة بيانات الأفلام على الإنترنت
- مايكل أرندت على موقع IMDb (الإنجليزية)
- مايكل أرندت على موقع ألو سيني (الفرنسية)
- مايكل أرندت على موقع تيرنر كلاسيك موفيز (الإنجليزية)
- مايكل أرندت على موقع أول موفي (الإنجليزية)
- مايكل أرندت على موقع قاعدة بيانات الأفلام السويدية (السويدية)
- مايكل أرندت على موقع قاعدة بيانات الفيلم (الإنجليزية)
- مايكل أرندت على موقع كينوبويسك (الروسية)